# Кефисодот Младший

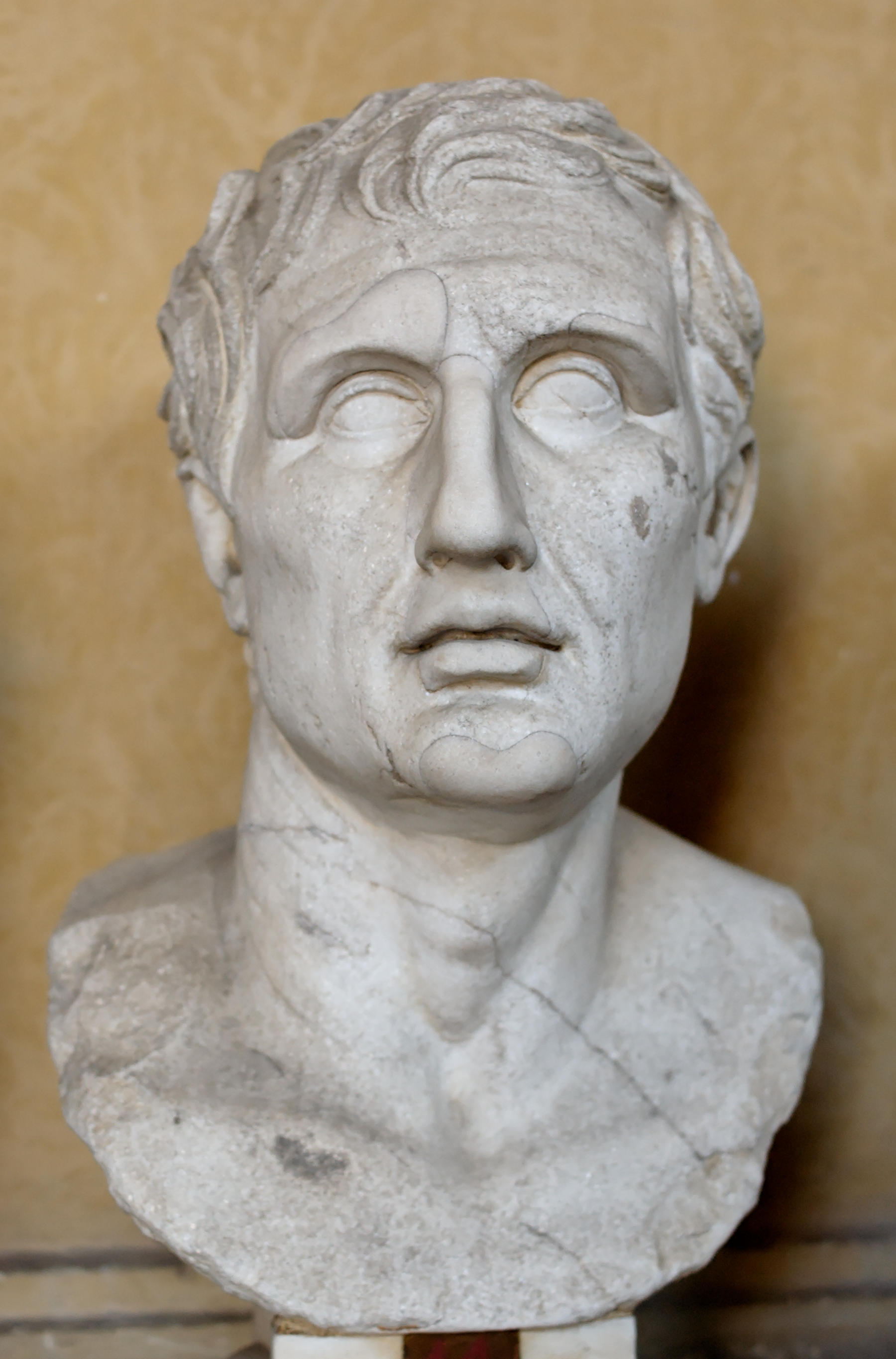
Бюст Менандра (римская копия). Ватикан.

Кефисодо́т Мла́дший (др.-греч.  Κηφισόδοτος) — древнегреческий скульптор, работавший в Афинах в конце IV — начале III вв. до н. э. Принадлежал к династии скульпторов: брат Тимарха; сын Праксителя; вероятно, внук Кефисодота Старшего.
Много работал в жанре портретной скульптуры; создал портреты оратора Ликурга Афинского, комедиографа Менандра. Ваял также статуи богов и богинь.